# Делор, Густаф
Густаф Делор (нидерл. Gustaaf Deloor; 24 июня 1913, Де Клинге — 28 января 2002, Мехелен) — бельгийский шоссейный велогонщик, победитель двух первых супермногодневок Вуэльта Испании.

## Биография
Карьера Густафа Делора началась в 1931 году, когда он закончил 3-м гонку в Стекене. В 1935 году он выиграл новую многодневку Вуэльта Испании. Борьбу за победу с ним вёл Мариано Каньярдо, но на предпоследнем этапе испанец упал и потерял много времени. Через год Вуэльта была удлинена на неделю, победу снова одержал Густаф. Вторым стал его старший брат Альфонс. Во время гонки Испанию сотрясали беспорядки, вскоре переросшие в гражданскую войну, и Вуэльта не проводилась несколько лет. Вторая мировая война привела к концу карьеры Делора. Он попал в гарнизон форта Эбен-Эмаель, захваченный десантом. Делор попал в лагерь военнопленных под Хаммерштайном, где работал на кухне благодаря любившему велоспорт немецкому офицеру. После войны Густаф вернулся в Бельгию, где застал свой дом разграбленным. Делор решил начать новую жизнь и уехал в США. После десяти лет жизни в Нью-Йорке бельгиец переехал в Лос-Анджелес. В 1966 году умерла супруга Делора, позже он снова женился. В 1980 году Густаф вернулся на родину.

## Достижения
1935
- Победа в общем зачёте, на 3-м, 11-м и 14-м этапах Вуэльты Испании

1936
- Победа в общем зачёте, на 2-м, 4-м и 6-м этапах Вуэльты Испании
- 2-й на Туре Швейцарии

1937
- Победа на 6-м этапе Тур де Франс